# هواسونغ-14
هواسونغ-14 (بالكورية: 화성 14) ومعناه «المريخ-14» بالعربية، هو صاروخ باليستي تكتيكي من إنتاج كوريا الشمالية. تم الكشف عن هواسونغ-14 لأول مرة في 4 تموز 2017 وتزامن مع احتفال يوم الاستقلال في الولايات المتحدة.

## قائمة تجارب هواسونغ-14
| التجربة | التاريخ      | موقع الاطلاق     | النتيجة | ملاحظة |
| ------- | ------------ | ---------------- | ------- | --- |
| 1       | 4 تموز 2017  | قرب مطار بانغيون | نجح     | حلق الصاروخ مسافة 933 كيلومتر وارتفع لعلو 2,802 كيلومتر قبل أن يسقط في بحر اليابان.                                        |
| 2       | 28 تموز 2017 | مقاطعة تشاغانغ   | نجح     | حلق الصاروخ مسافة 998 كيلومتر وارتفع لعلو 3,724.9 كيلومتر قبل أن يسقط في بحر اليابان قرب هوكايدو، وحلق 47 دقيقة و12 ثانية. |